# Złota Karoca

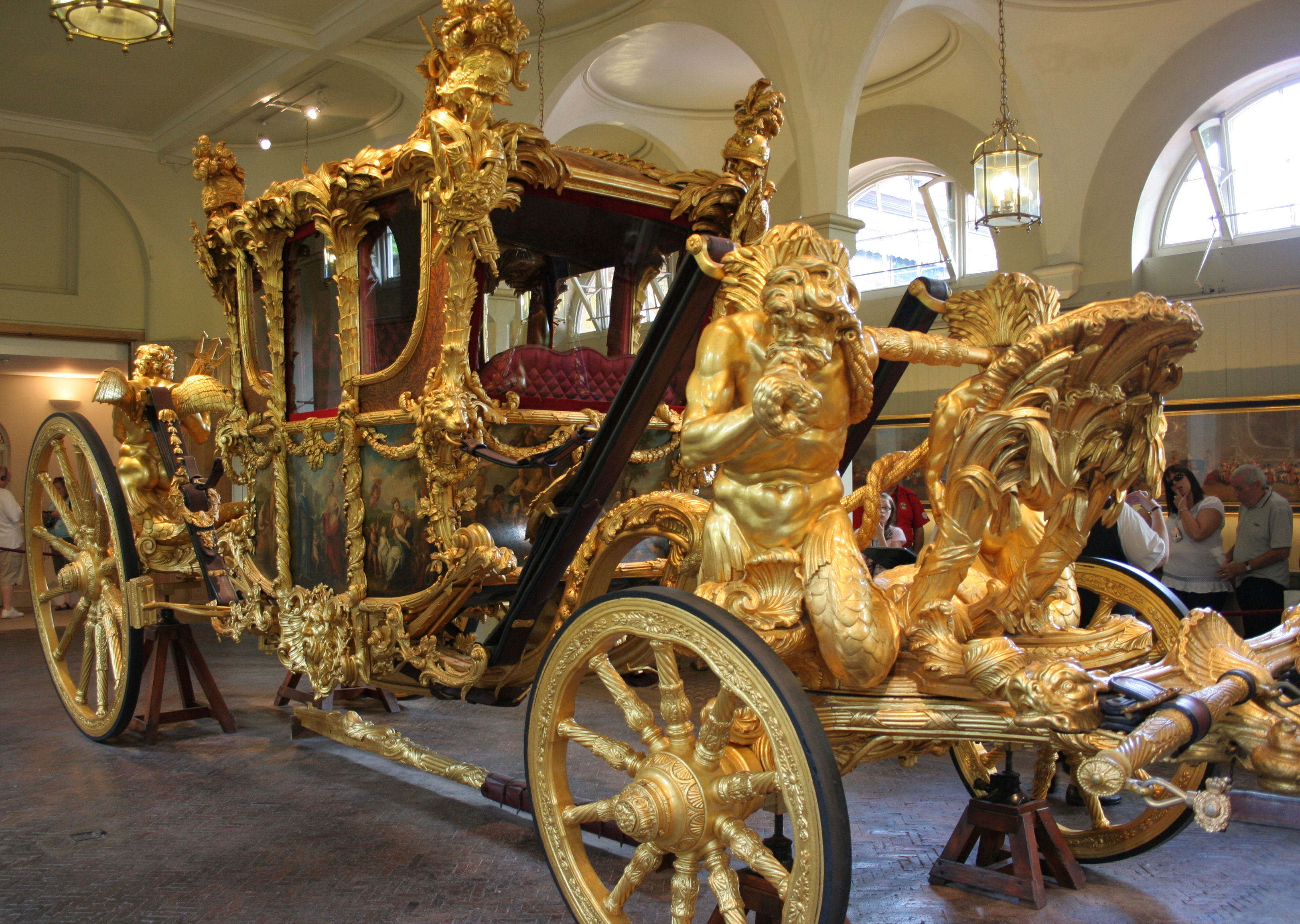
Złota Karoca (Gold State Coach) w Royal Mews w Pałacu Buckingham

Złota Karoca (Gold State Coach) – zamknięty, ośmiokonny powóz używany przez brytyjską rodzinę królewską. Zlecony w 1760 roku przez Francisa Rawdona-Hastingsa, 1. markiza Hastings dla króla Jerzego III i zaprojektowany przez Sir Williama Chambersa, został zbudowany w londyńskich warsztatach Samuela Butlera. Koszt budowy powozu wyniósł 7562 GBP (3,54 mln GBP = 4,188 mln USD w 2022 r., po uwzględnieniu inflacji). Ukończono ją w 1762 roku.
Ten powóz był używany podczas koronacji każdego brytyjskiego monarchy od czasów Wilhelma IV. Sędziwy wiek, ciężar i brak zwrotności powozu ogranicza jego użycie do wielkich uroczystości państwowych, takich jak koronacje, królewskie śluby i jubileusze monarchy. Do drugiej wojny światowej powóz był zwykłym środkiem transportu monarchy do i z parlamentu podczas jego oficjalnego otwarcia.
Złota Karoca przechowywana jest w Royal Mews w Pałacu Buckingham i jest dostępna do oglądania przez publiczność.

## Opis

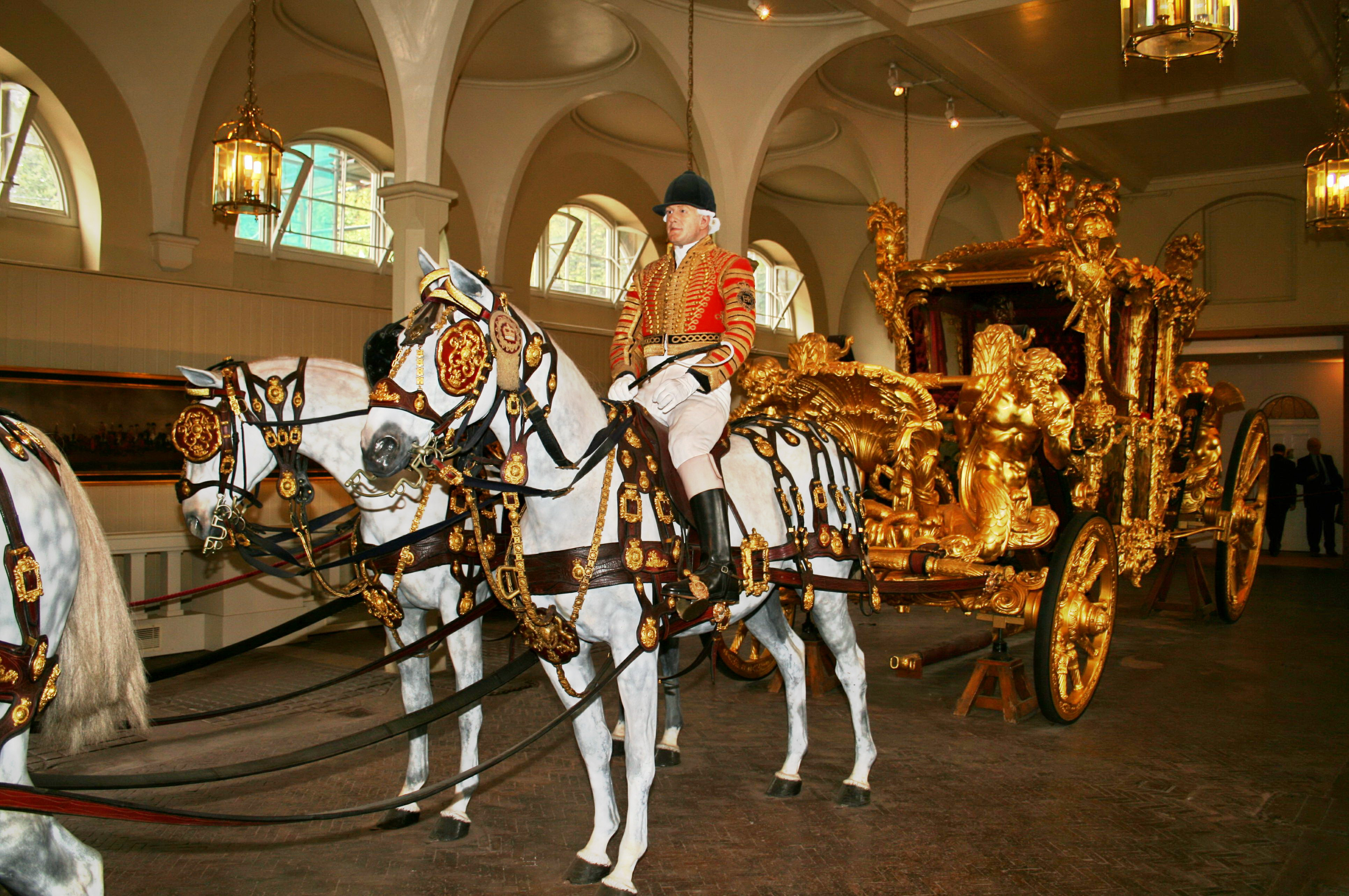
Złota Karoca to ośmiokonny powóz, który jest najcięższy z królewskich powozów

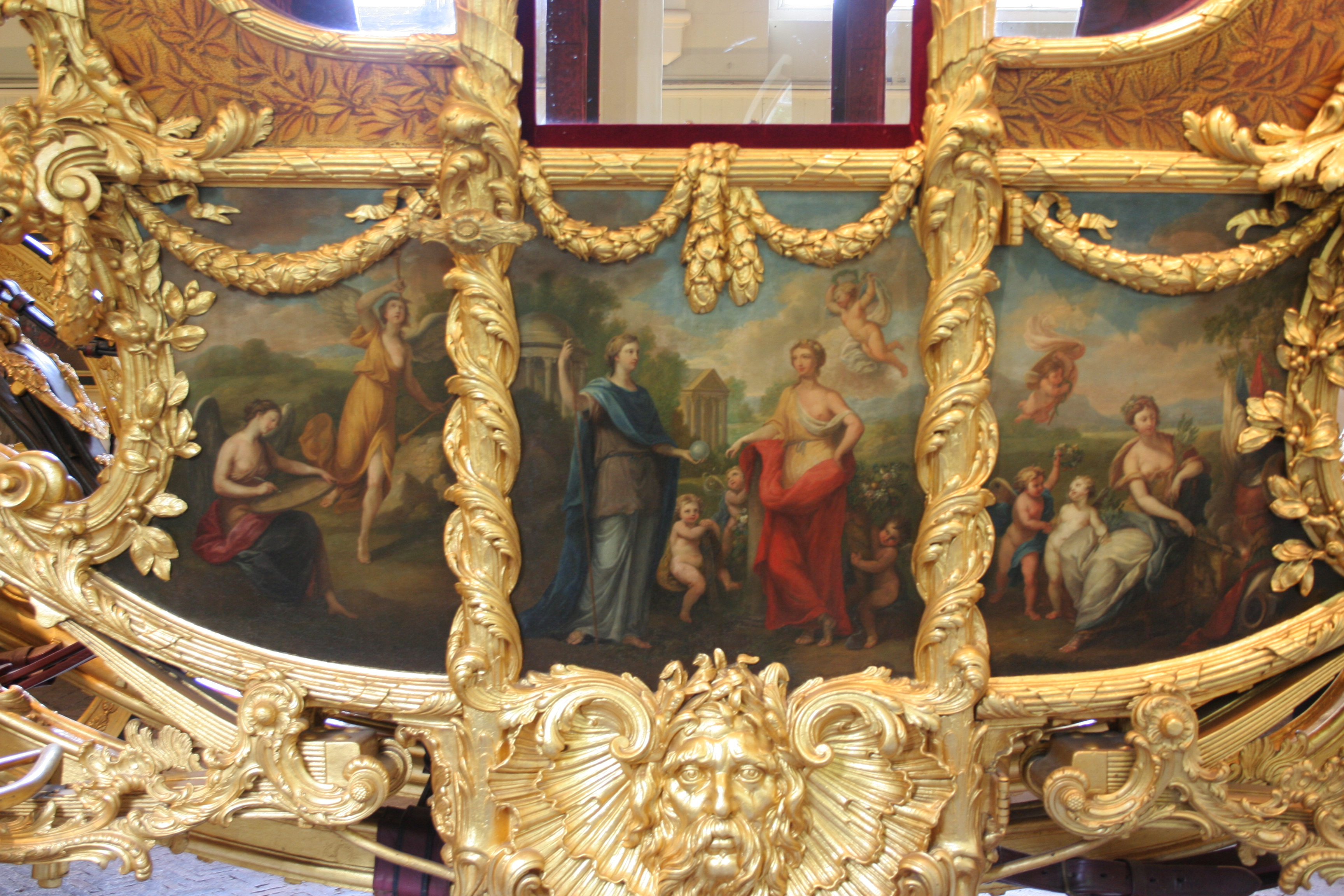
Zbliżenie na rzeźby Giovanniego Ciprianiego

Rzeźby nadają Złotej Karocy wygląd triumfalnego rydwanu, odzwierciedlając potężną pozycję Wielkiej Brytanii w tamtym czasie na świecie.
Złota Karoca jest ciągnięta przez zespół ośmiu koni w uprzęży Red Morocco. Każdy z ośmiu koni jest dosiadanych przez woźnicę. Powóz jest tak ciężki, że można go ciągnąć tylko na stępie. Powóz posiada pozłacane hamulce, które obsługiwane są przez luzaków.
Ponieważ powóz jest zawieszony na pasach, brakuje mu bardziej nowoczesnego komfortu. Nowoczesne powozy, takie jak Australian State Coach i Diamond Jubilee State Coach, mają elektrycznie opuszczane szyby, ogrzewanie i hydrauliczne stabilizatory.
Według słów króla Wilhelma IV, byłego oficera marynarki, jazda Złotą Karocą przypominała przebywanie na pokładzie statku „kołysanego na wzburzonym morzu”. Królowa Wiktoria skarżyła się na „niepokojące oscylacje” kabiny. Z tego powodu często odmawiała przejażdżki Złotą Karocą. Późniejszy monarcha, król Jerzy VI, powiedział, że jego podróż z pałacu do Opactwa Westminsterskiego na koronację była „jedną z najbardziej niewygodnych przejażdżek, jakie kiedykolwiek miałem w życiu”. Po drugiej wojnie światowej zlecił remont pojazdu w celu pokrycia gumą okutych żelazem kół. Zapewniło to minimalny komfort pasażerom. Królowa Elżbieta II określiła swoją podróż koronacyjną w powozie jako „okropną” i „niezbyt wygodną” i prawdopodobnie dlatego karoca nie została wykorzystana podczas jej Diamentowego Jubileuszu, gdy miała 86 lat, ponieważ wcześniej występowała w jej obchodach Srebrnego i Złotego Jubileuszu. Powóz został użyty jako część korowodu z okazji jej obchodów Platynowego Jubileuszu.
Powozem zarządza czterech pocztowców, dziewięciu chodzących stajennych (z których jeden idzie za powozem), sześciu lokajów i czterech Yeoman of the Guard. Ośmiu stajennych idzie obok koni, lokaje idą obok powozu. Pocztylioni muszą zajmować się końmi, gdy zwierzęta są niesforne oraz niosą zakrzywione laski, aby podtrzymać lejce, które mogą się poluzować, gdy powóz bierze zakręt. Królewscy woźnice są tradycyjnie gładko ogoleni. Konie to zawsze odmiana Windsor Grey.